# Indiana Pacers 2000-2001
La stagione 2000-01 degli Indiana Pacers fu la 25ª nella NBA per la franchigia.
Gli Indiana Pacers arrivarono quarti nella Central Division della Eastern Conference con un record di 41-41. Nei play-off persero al primo turno con i Philadelphia 76ers (3-1).

## Roster
| N° | Naz.                   | Ruolo | Sportivo        | Anno | Alt. | Peso |
| -- | ---------------------- | ----- | --------------- | ---- | ---- | ---- |
| 2  | Stati Uniti (bandiera) | G     | Tyus Edney      | 1973 | 178  | 69   |
| 3  | Stati Uniti (bandiera) | A     | Al Harrington   | 1980 | 206  | 104  |
| 4  | Stati Uniti (bandiera) | G     | Travis Best     | 1972 | 180  | 83   |
| 5  | Stati Uniti (bandiera) | GA    | Jalen Rose      | 1973 | 203  | 95   |
| 6  | Stati Uniti (bandiera) | A     | Terry Mills     | 1967 | 208  | 104  |
| 7  | Stati Uniti (bandiera) | AC    | Jermaine O'Neal | 1978 | 211  | 103  |
| 8  | Stati Uniti (bandiera) | AC    | Lari Ketner     | 1977 | 206  | 126  |
| 9  | Stati Uniti (bandiera) | AC    | Derrick McKey   | 1966 | 206  | 93   |
| 10 | Stati Uniti (bandiera) | AC    | Jeff Foster     | 1977 | 211  | 107  |
| 14 | Stati Uniti (bandiera) | AC    | Sam Perkins     | 1961 | 206  | 107  |
| 24 | Stati Uniti (bandiera) | A     | Jonathan Bender | 1981 | 211  | 92   |
| 31 | Stati Uniti (bandiera) | GA    | Reggie Miller   | 1965 | 201  | 84   |
| 40 | Croazia (bandiera)     | C     | Bruno Šundov    | 1980 | 218  | 100  |
| 44 | Stati Uniti (bandiera) | A     | Austin Croshere | 1975 | 206  | 107  |
| 55 | Croazia (bandiera)     | C     | Žan Tabak       | 1970 | 213  | 111  |

## Staff tecnico
- Allenatore: Isiah Thomas
- Vice-allenatori: Brendan Malone, Jim Stack, Tree Rollins, Vern Fleming
- Preparatore atletico: David Craig